# Никола Автовски
Никола Автовски је био југословенски и македонски филмски и позоришни глумац, члан Битољског народног позоришта.

## Биографија
Никола Автовски је рођен у Охриду. Завршио је Средњу војну музичку школу у Вршцу и радио у Народном позоришту Битољ. Автовски је познат и по извођењу првог македонског шлагера „Кажи зошто ме остави“.

## Улоге
|                   | 1950 | 1960 | 1970 | Укупно |
| ----------------- | ---- | ---- | ---- | ------ |
| Дугометражни филм | 1    | 3    | 1    | 5      |
| ТВ серија         | 0    | 0    | 1    | 1      |
| Укупно            | 1    | 3    | 2    | 6      |

| Год.  | Назив                                 | Улога \|- style="background: Lavender; text-align:center; " | 1950е | 1950е | 1950е | 1950е |
| 1958. | Мис Стон                              | Коџобашијата                                                |       |       |       |       |
| 1960е |                                       |                                                             |       |       |       |       |
| 1961. | Солунски атентатори                   | /                                                           |       |       |       |       |
| 1966. | До победе и даље                      | /                                                           |       |       |       |       |
| 1969. | Време без рата                        | /                                                           |       |       |       |       |
| 1970е |                                       |                                                             |       |       |       |       |
| 1972. | Пуцањ                                 | /                                                           |       |       |       |       |
| 1973. | Залез зад езерската земја (ТВ серија) | Тихона                                                      |       |       |       |       |